# Бранн (стадион)
«Бранн» (норв. Brann Stadion) — футбольный стадион в Бергене, Норвегия.
Вместительность стадиона составляет 17 686 человек. Третий по величине стадион Норвегии (после Уллевола и Леркендала). Домашняя арена футбольного клуба «Бранн». Рекорд посещаемости, 24 800 зрителей, был зафиксирован 1 октября 1961 года, в матче полуфинала кубка Норвегии против «Фредрикстада». Подвергался реконструкции и достраивался в 1930-х, 1960-х, 1997, 1999, 2006 и 2007 гг. Неоднократно принимал матчи сборной Норвегии.